# Karl XII (film)
Karl XII är den första delen av en svensk mastodontfilm om Karl XII från 1925 i regi av John W. Brunius. För den andra delen se Karl XII/senare delen.

## Om filmen
Filmen premiärvisades 2 februari 1925. Inspelningen av filmen skedde med ateljéfilmning i Filmstaden Råsunda med exteriörer från bland annat Skoklosters slott, Uppsalaslätten och Visby av Hugo Edlund.
Hjalmar Bergman skrev manuset ombord på Amerikabåten under sin resa till Hollywood. I stridsscenerna vid Narva och Lemberg deltog manskap från I 8, A 5 I 27, A 7 och Ing 1.

## Rollista i urval
- Gösta Ekman – Karl XII
- Bengt Djurberg – Sven Björnberg
- Augusta Lindberg – majorskan Kerstin Ulfclou på Berga
- Mona Mårtenson – Anna Ulfclou
- Harry Roeck-Hansen – Erik Ulfclou, bonde
- Axel Lagerberg – Johan Ulfclou, teolog
- Paul Seelig – Bengt Ulfclou, löjtnant
- Palle Brunius – Lill-Lasse Ulfclou
- Tyra Dörum – Kajsa, piga på Berga
- Nicolai de Seversky – tsar Peter I av Ryssland
- Pauline Brunius – grevinnan Aurora von Königsmarck
- Tor Weijden – August II av Sachsen-Polen, kallad August den starke
- Einar Fröberg – Fredrik IV av Danmark
- Ragnar Billberg – Hans Küsel
- Märtha Lindlöf – änkedrottning Hedvig Eleonora
- Åsa Törnekvist – prinsessan Hedvig Sofia
- Edit Rolf – prinsessan Ulrika Eleonora